# Galerie de la Matica srpska
La galerie de la Matica srpska (en serbe cyrillique : Галерија Матице српске ; en serbe latin : Galerija Matice srpske) est un musée consacré à la peinture serbe du XVIIIe siècle au XXe siècle situé à Novi Sad, la capitale de la province autonome de Voïvodine, en Serbie. La galerie, créée en 1847 à Pest, dépend de la Matica srpska, la plus ancienne institution culturelle serbe du pays. Le bâtiment dans lequel il est installé est inscrit sur la liste des monuments culturels protégés de Serbie (identifiant n° SK 1072).

## Histoire de la galerie

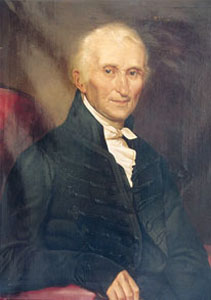
Portrait de Sava Tekelija par Jovan Popović

La galerie de la Matica srpska a été fondée en 1847 à Pest à l'initiative de Teodor Pavlović qui était alors le secrétaire de la Matica srpska, la plus ancienne institution culturelle, littéraire et scientifique du peuple serbe. Le musée fut alors organisé autour de la collection de portraits de famille du philanthrope Sava Tekelija qui avait fait don de ses biens à l'institution en 1840 et qui en resta le président jusqu'à sa mort en 1842. Un appel fut lancé à tous les patriotes serbes, les invitant à effectuer des dons pour enrichir la collection.
La Matica srpska fut transférée à Novi Sad en 1864 et les collections du musée furent ouvertes au public en 1933. Le musée comportait alors tout un ensemble archéologique, numismatique et ethnographique et les collections artistiques formaient un département à part. En 1947, les collections furent confiées au musée de Voïvodine récemment ouvert, à l'exception des œuvres d'art qui constituèrent une collection spéciale nommée la galerie de la Matica srpska.
En 1958, la collection permanente de peinture serbes des XVIIIe et XIXe siècles fut transférée dans le bâtiment de l'ancienne bourse et la galerie devint alors une institution indépendante.

## Architecture

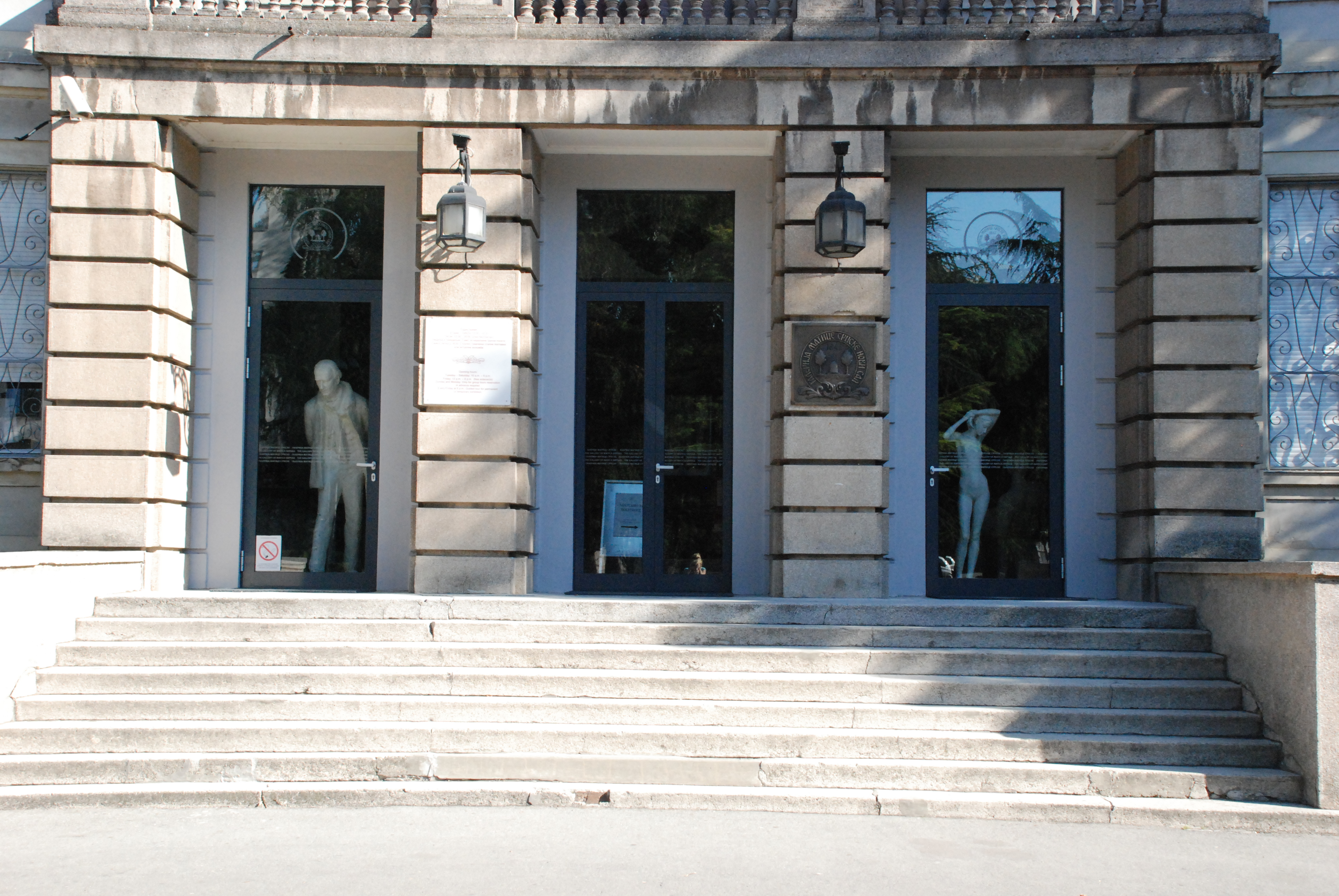
Détail de l'entrée

La galerie de la Matica srpska est installée dans un bâtiment construit en 1926 sur des plans de l'architecte Lazar Dunđerski (1881-1952), qui appartenait à la famille de l'aristocratie terrienne des Dunđerski ; le projet était conçu pour accueillir la Bourse de commerce de Novi Sad et, de ce fait, l'architecte a envisagé le bâtiment comme une structure massive et fonctionnelle avec des ornements plastiques simplifiés. La façade principale est symétrique et dotée de fenêtres rectangulaires ; elle est rythmée au rez-de-chaussée par un bossage et un porche faisant saillie et aujourd'hui surmonté d'une balustrade, tandis que les deux étages supérieurs sont parcourus de pilastres surmontés de volutes ioniques. Le travail de Dunđerski est caractéristique de son évolution vers le modernisme. Dunđerski ne s'occupant que de la conception, le travail de réalisation a été effectué par son collaborateur Filip Šmit,.
Dans les années 1950, le bâtiment de la bourse du commerce a été adapté aux besoins de la galerie de Matica srpska ; le projet a été conduit par l'architecte Ivan Zdravković.

## Collections
La galerie abrite environ 7 000 œuvres, réparties en trois grandes collections.

### Collection d'art duXVIIIesiècle
La collection d'art du XVIIIe siècle de la Matica srpska est particulièrement riche ; elle se compose de plusieurs ensembles.
Copies des fresques du monastère de Krušedol
- Stefan Tenecki, La Parabole du semeur, 1756
- Stefan Tenecki, Jésus chassant les marchands du Temple, 1756

Arts graphiques

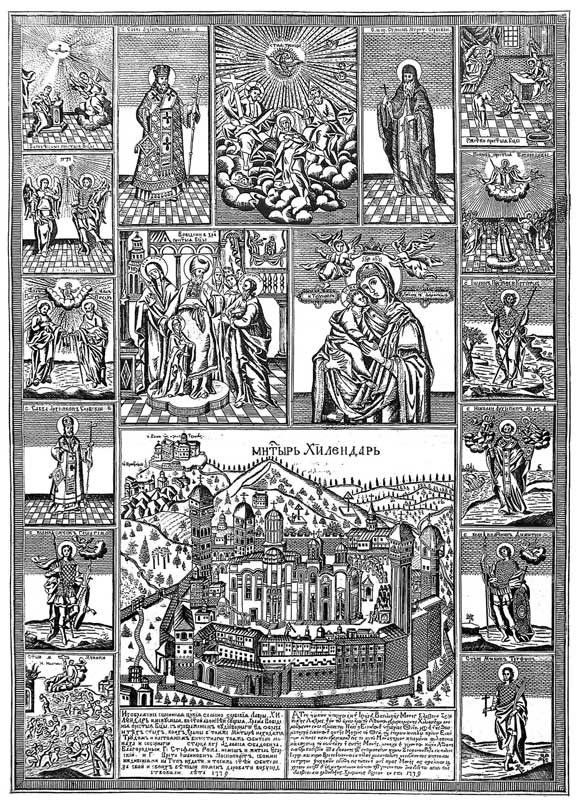
Zaharije Orfelin, Le monastère de Hilandar, 1779.

Œuvres de Johann Philipp Binder, Thomas Mösmer, Zaharije Orfelin, Hristofor Žefarović, Jacob Matthias Schmutzer, Johann Christoph Winkler et Gustav Adolf Müller.
Héritage de la tradition post-byzantine
- icône de la Sainte-Parascève, XVIIe siècle
- Maître Viktor, La décollation de Saint-Jean-Baptiste, XVIIe siècle
- Andreja Raičević, Jésus-Christ, 1645-1650
- icône de l'Annonciation, XVIIe siècle
- Ivan Maksimov, Saint Jean Baptiste, 1687
- Maksim Tujković, Arsenije Ier, patriarche de Serbie, 1734
- Stefan Tenecki, Le Saint Empereur Uroš, le Saint Prince Lazare et Saint Théodore Tyron, 1764
- Stefan Tenecki, Les Trois Saints Hiérarches, 1764

Peinture traditionnelle
- Stanoje Popović, Jésus-Christ, 1730-1740
- Anonyme, Saint Théodore Tyron et Saint Georges, vers 1700
- Stanoje Popović, L'Œil qui ne dort pas, 1741
- Hristofor Žefarović, Saint Dimitri, vers 1740
- Georgije Stojanović, Saint Jean l'Évangéliste, 1740-1742

Peinture des débuts du baroque
- Vasilije Romanovič, La Circoncision, vers 1765-1766
- Vasilije Romanovič, La Dormition de la Mère de Dieu, vers 1765-1766
- Vasilije Romanovič, L'Annonciation, vers 1765-1766
- Nikola Nešković, L'Adoration des mages, 1762-1763
- Dimitrije Bačević, Saint Jean Baptiste, 1763
- Dimitrije Bačević, L'Annonciation, 1769
- Janko Halkozović, Saint Georges le Grand, vers 1760
- Vasilije Ostojić, La Vierge à l'enfant, 1749
- Vasilije Ostojić, La Vierge à l'enfant, vers 1750

Peinture du haut-baroque
- Teodor Kračun, Saint Georges, 1773
- Teodor Kračun, Jésus Christ, 1772
- Teodor Kračun, La Vierge à l'enfant, vers 1772
- Teodor Kračun, Le Prophète Daniel, 1776 (monastère de Novo Hopovo)
- Grigorije Davidović-Opšić, Saint Nicolas, 1764

Iconostase de la chapelle du métropolite dans la cathédrale de Sremski Karlovci
L'iconostase a été peinte par Teodor Kračun et sculptée par Arsenije Marković.

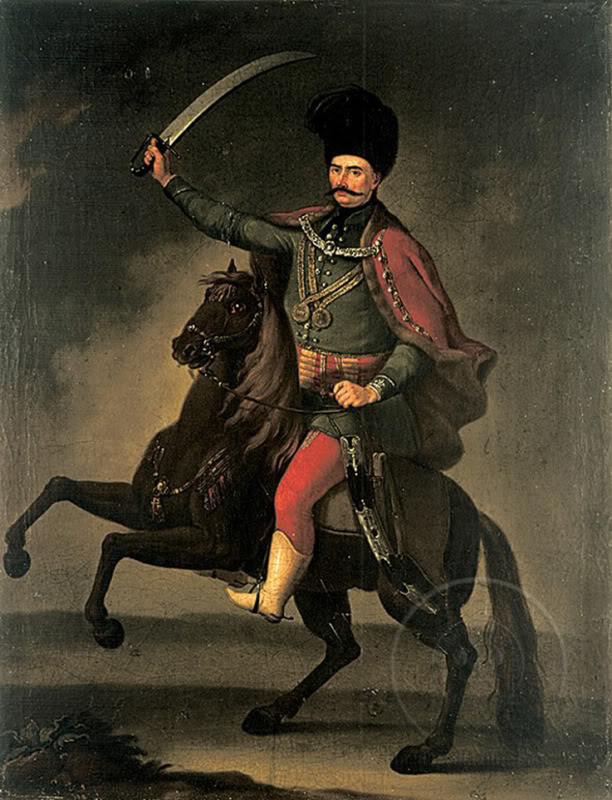
Bogić Vučković, par Arsa Teodorović

Peinture du baroque tardif
- Teodor Ilić Češljar, Jésus Christ, 1767-1770
- Teodor Ilić Češljar, La Vision de Saint Jean l'Évangéliste, 1790
- Jovan Četirević Grabovan, La Nativité de la Mère de Dieu, 1775
- Jovan Popović, La Crucifixion, 1767

Portraits
- Teodor Kračun, Portrait de Jovan Jovanović, archimandrite du monastère de Hopovo, vers 1776
- Anonyme, Portrait de Vikentije Popović, évêque de Vršac, avant 1785
- Stefan Gavrilović, Portrait de l'archimandrite Mojsej Putnik, vers 1790
- Arsa Teodorović, Portrait de Sofija Hadžić, 1810-1820

Portraits de la famille Tekelija
Nouveaux thèmes, nouveaux contenus
- Stefan Tenecki, Autoportrait, vers 1770
- Arsa Teodorović, Bogić Vučković Stratimirović, 1812

### Collection d'art duXIXesiècle

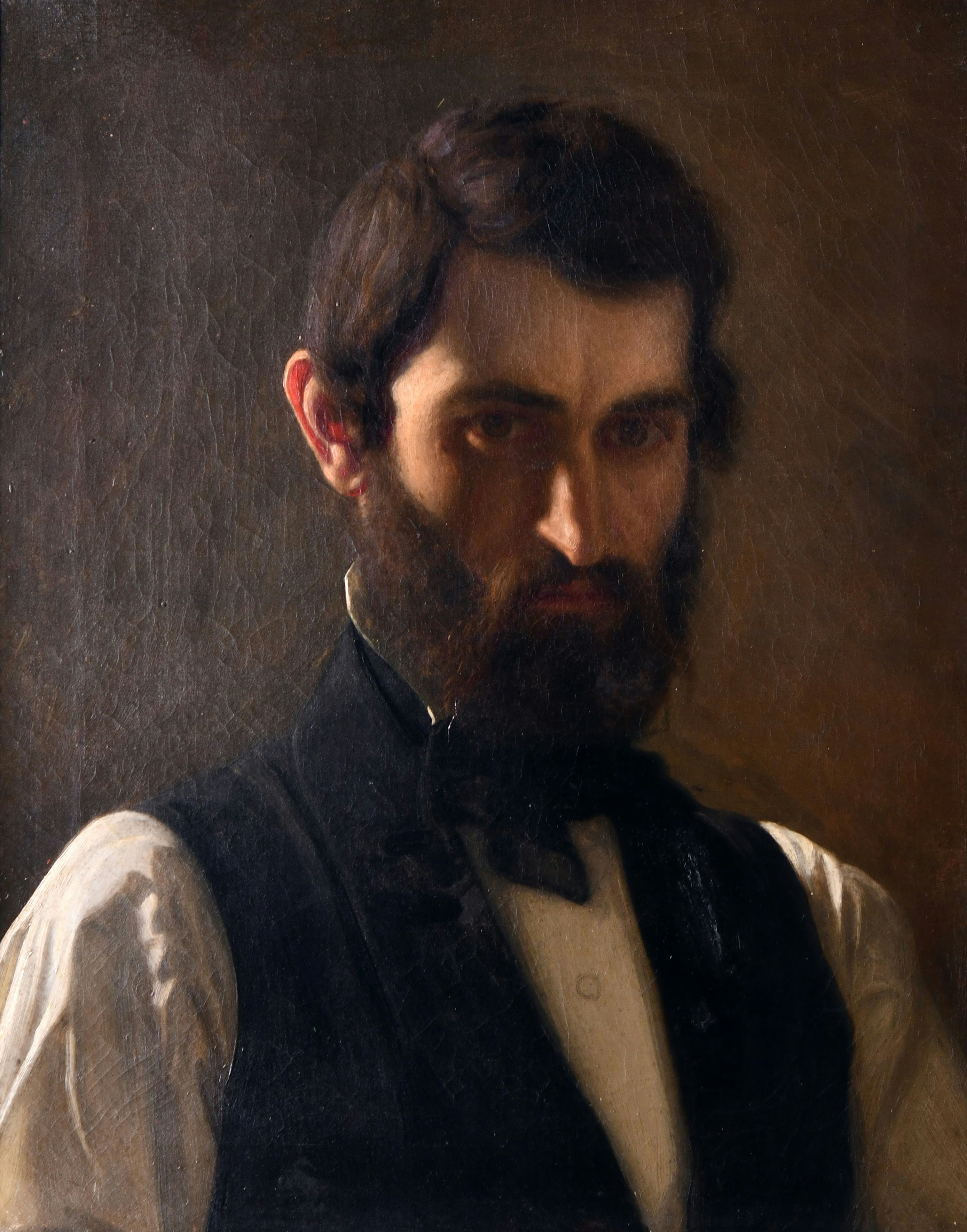
Novak Radonić, Autoportrait, 1857

Comme dans le reste de l'Europe, la peinture serbe du XIXe siècle est constituée de nombreux genres et traversée par de nombreux courants que reflète la galerie de la Matica srpska.
Peinture religieuse
- Arsa Teodorović, La Déposition de la croix, vers 1800
- Arsa Teodorović, La Crucifixion, 1821
- Jovan Popović, La Vierge à l'enfant, 1842
- Živko Petrović, Les Juifs près de la rivière de Babylone, 1844
- Pavle Čortanović, L'Annonciation, 1852
- Novak Radonić, La Vierge à l'enfant, 1856
- Pavle Simić, La Mise au tombeau, 1856
- Stevan Aleksić, La Dormition de la Mère de Dieu, 1906
- Uroš Predić, Saint Nicolas sauvant des naufragés, 1932

Arts graphiques
Néoclassicisme - Arsa Teodorović et Pavel Đurković
- Arsa Teodorović, Jeune homme de la famille Trifunac, 1808
- Arsa Teodorović, Dositej Obradović, 1819
- Dimitrije Dimšić, Jeune garçon, 1810
- Pavel Đurković, Le métropolite Stefan Stratimirović, 1812

Biedermeier - Konstantin Danil, Nikola Aleksić
- Konstantin Danil, Jovan Jagodić, 1827-1828
- Konstantin Danil, Roksanda Jagodić, 1829-1831
- Konstantin Danil, Petar Jagodić, 1829-1831
- Nikola Aleksić, Jelena Viloski, vers 1850
- Nikola Aleksić, Femme en blanc, 1851
- Nikola Aleksić, L'avocat Miloš Jocić, 1863
- Nikola Aleksić, Dimitrije et Nikola Savić, 1863

Romantisme
- Katarina Ivanović, Jeune femme en costume serbe, 1837
- Katarina Ivanović, Nature morte au passereau, 1840
- Novak Radonić, Autoportrait, 1857
- Novak Radonić, Femme au canari, 1858
- Đura Jakšić, Ana Savić Nikolić, 1866/1869
- Stevan Todorović, Petar Jovičić, 1856

Historicisme

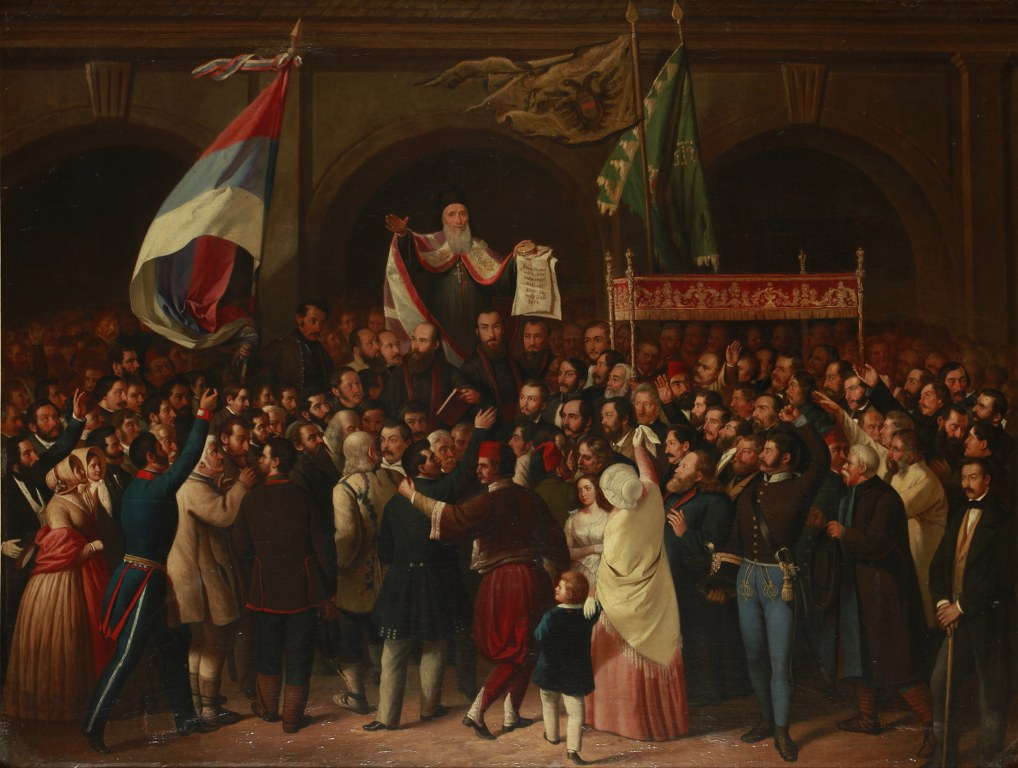
Pavle Simić, L'Assemblée de mai à Sremski Karlovci, 1848/1849

- Đura Jakšić, La Révolte des Monténégrins, 1862
- Đura Jakšić, L'empereur Dušan,
- Pavle Simić, L'Assemblée de mai à Sremski Karlovci, 1848/1849
- Novak Radonić, La Mort de l'empereur Uroš, 1857
- Uroš Knežević, Le voïvode Stevan Knićanin, 1849

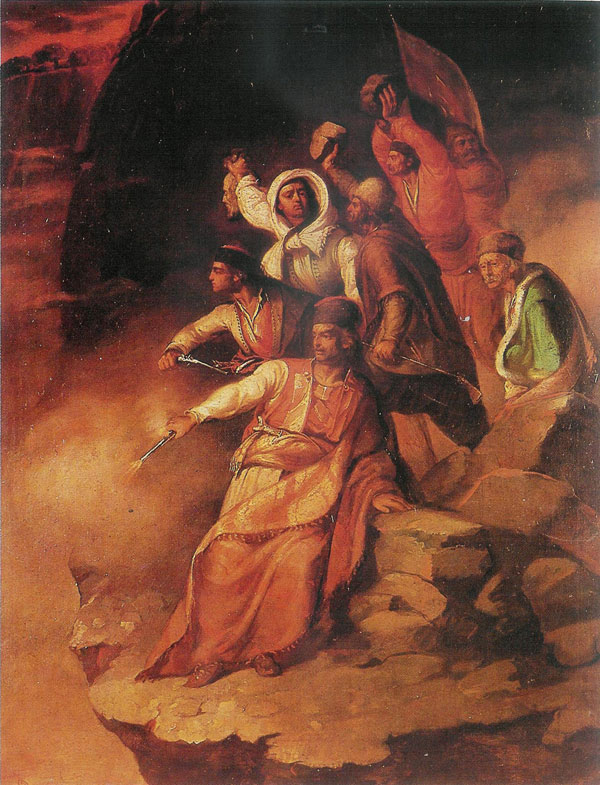
Đura Jakšić, La Révolte des Monténégrins, 1862
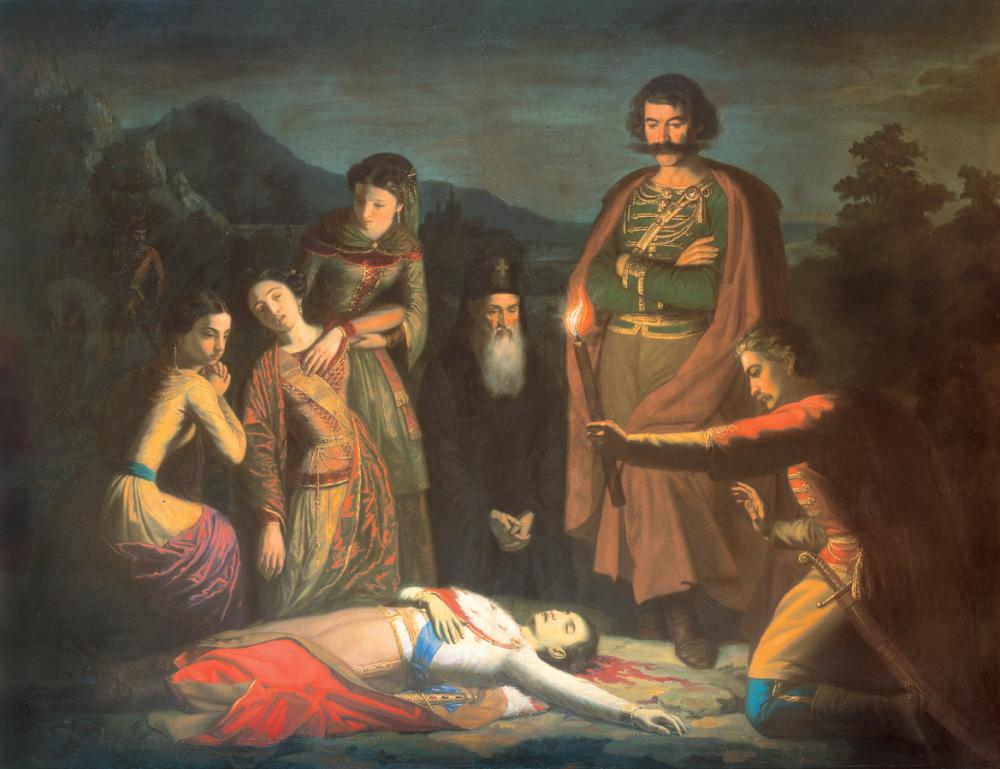
Novak Radonić, La Mort de l'empereur Uroš, 1857
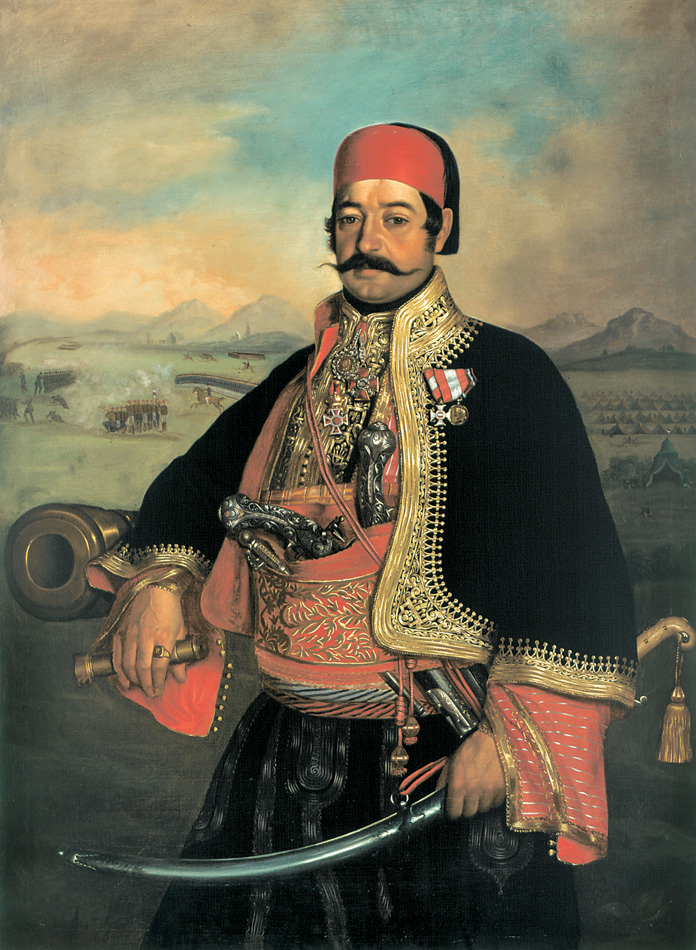
Uroš Knežević, Le voïvode Stevan Knićanin, 1849

Académisme - Paja Jovanović, Uroš Predić
- Paja Jovanović, Portrait de Fritz Schenk, 1906
- Paja Jovanović, Portrait de Đorđe Jovanović, 1906/1908
- Paja Jovanović, Portrait d'une belle femme, vers 1925
- Paja Jovanović, Portrait de Muni, 1925
- Uroš Predić, La Fille en bleu, 1879
- Uroš Predić, Portrait de Bogdan Dunđerski, 1907

Orientalisme
Œuvres de Paja Jovanović.
Réalisme - Đorđe Krstić
Œuvres de Đorđe Krstić.
Symbolisme - Stevan Aleksić
Œuvres de Stevan Aleksić :

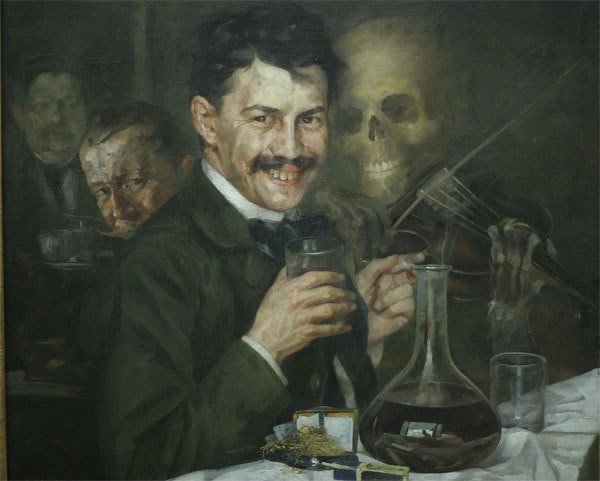
Stevan Aleksić, Autoportrait dans une auberge, vers 1904

- Autoportrait dans une auberge, vers 1904
- Autoportrait, 1911
- Autoportrait avec sa femme Stefanija, 1911
- Autoportrait au chat, 1913
- La Faucheuse

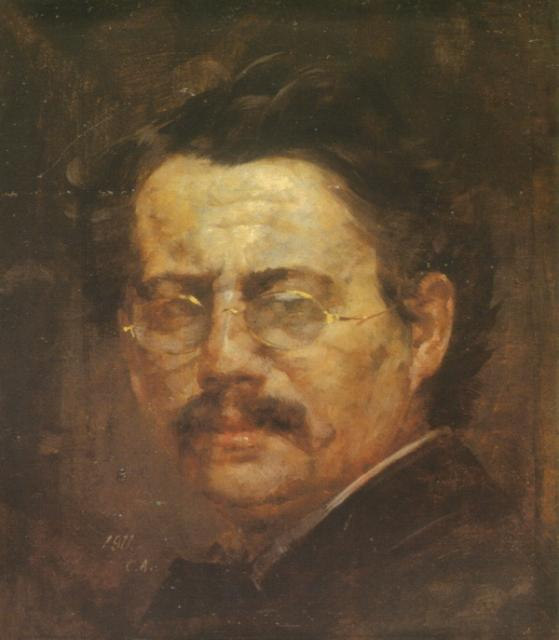
Stevan Aleksić, Autoportrait, 1911
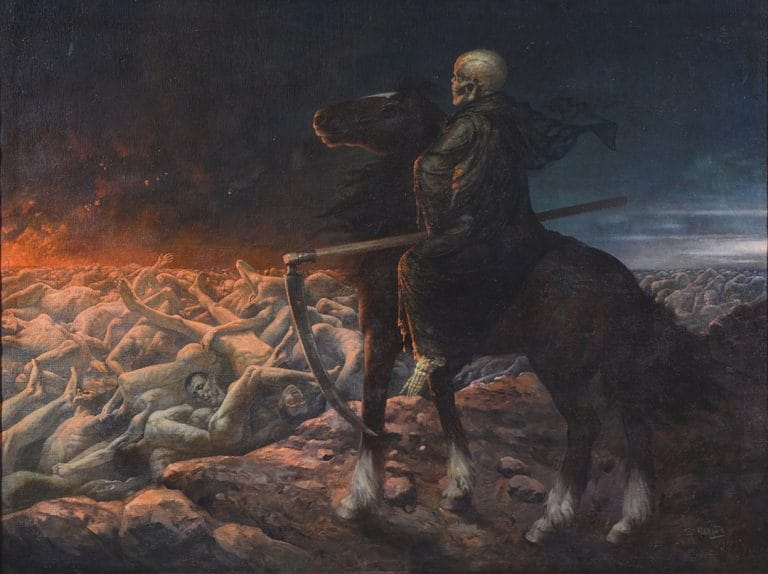
Stevan Aleksić, La Faucheuse

Le Nu - Đorđe Jovanović
Avec des œuvres du sculpteur Đorđe Jovanović.

### Collection d'art duXXesiècle

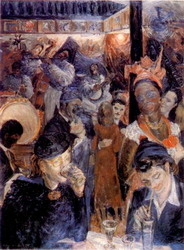
Bogdan Šuput, Le Cabaret « La Boule blanche », 1938

La collection permanente d'art du XXe siècle est intitulée « Thèmes et idées - La peinture serbe de 1900 à 1941 ». Articulée autour de trois sections (villages, villes et gens), elle se veut le reflet du développement de l'idée de modernité.
Les villages
- Vasa Eškićević, La Maison du pope à Voštarani, 1916
- Kosta Miličević, Vue de Corfou, 1918
- Borivoje Stevanović, Paysage près de Belgrade (Le vieux Buisson), 1920
- Mihajlo Petrov, Paysage avec un pont, 1926
- Jovan Bijelić, Paysage avec un pont, 1931
- Sava Šumanović, Séchoir près de Šid, 1933
- Milenko Šerban, Paysage de la Fruška gora, 1934
- Milo Milunović, Dans les faubourgs, 1935-1936
- Milan Konjović, Champ de blé près de Sombor, 1938
- Danica Jovanović, Une Paysanne, 1913
- Danica Jovanović, Une Bohémienne, 1914
- Zora Petrović, Une Monténégrine, avant 1945

Les villes
- Petar Dobrović, Un Palais à Dubrovnik, 1934-1935
- Bogdan Šuput, Le Cabaret « La Boule blanche », 1938
- Ivan Tabaković, Un Match, 1927
- Milan Butozan, Intérieur, 1937
- Marko Čelebonović, Intérieur avec un personnage, 1934
- Mladen Josić, Portrait de l'architecte Ružica Ilić, 1946

Les gens
- Petar Dobrović, Jeune Homme dans un paysage crépusculaire, 1927
- Sava Šumanović, Femme nue au miroir, 1923
- Vasa Pomorišac, Le Jugement de Pâris, 1924
- Ivan Radović, Nu dans un intérieur, 1933
- Vasa Pomorišac, Autoportrait avec une palette, 1932
- Milan Konjović, Le Professeur Dida (Autoportrait), 1934

## Activités
En plus de ses collections permanentes, la galerie propose des expositions temporaires issues de son propre fonds et en relation avec l'art national serbe du XVIe siècle au XXIe siècle, liées aux collections de ses donateurs ou réalisées en coopération avec d'autres musées et institutions culturels du pays ou de l'étranger.
Elle organise des conférences, des présentations de livres, des concerts ou des projections de films et édite les catalogues de ses expositions et des monographies.
Une partie de ses activités est orientée vers des programmes éducatifs et des ateliers de création pour les enfants.